# ブラッカス
ブラッカス（Brakkus）のリングネームで知られるアチム・オルブレヒト（Achim Albrecht、1962年7月2日 - ）は、ドイツの元ボディビルダーであり、元プロレスラー。ノルトライン＝ヴェストファーレン州ミュンスター出身。

## 来歴

### ボディビル
学生時代、ローイングやウエイトリフティングといった多種の競技を経験。1985年、ボディビルダーとしてのキャリアを開始。1989年にドイツ国際ボディビル選手権にて優勝を飾り、1990年にはクアラルンプールにて行われたミスター・ユニバースの90kg級で優勝を飾った。以降、ミスター・オリンピアやアーノルド・クラシックの常連として活躍した。

### プロレス
1996年、アメリカのメジャープロレス団体であるWWFと契約を交わして入団。ドウェイン・ジョンソン、マーク・ヘンリーといったレスラー達と共にトム・プリチャードとブレット・ハートに師事。11月30日、ハウスショーにてアルゴ（Argo）のリングネームでプロレスラーデビューを果たし、ドクターXの胸を借りて試合をこなした。12月2日よりリングネームをブラッカス（Brakkus）へと変更。同月15日にはPPVであるIn Your House 12: It's Timeのダークマッチに出場。1997年にはベイダーを倒すためにドイツから渡米してきたというプロモーションを展開。しかし、出場機会に恵まれなかった。
1998年1月、当時WWFと提携していたECWにフィル・ラフォンとダグ・ファーナス、ダレン・ドロズドフと共に派遣され、ランス・ライト率いるライト・コネクション（Wright Connection）の一員としてECW侵略を謀った。同月9日にダニー・ドーリング相手に快勝し、ECW世界TV王座を保持するタズに挑戦状を突きつけて2月21日のPPV、Cyberslam 1998にて対戦するが敗戦した。
同年3月よりWWFに復帰。4月4日、イングランドで行われたMayhem In Manchesterにてテレビショーデビューを果たし、ジェフ・ジャレットと対戦するが敗戦。6月より開始された格闘技トーナメントであるBrawl for Allに出場し、7月6日の1回戦でサビオ・ベガと対戦するが敗戦した。7月27日、RAW is WARにてヘスス・カスティージョを相手に秒殺勝利を収めるがこの試合を最後にWWFから解雇となった。

## 得意技
- スパインバスター

フィニッシャー。
- スピニング・サイドスラム
- ベアハッグ
- フルネルソンスラム

## ボディビルでの獲得タイトル
IFBB（International Federation of BodyBuilding & Fitness）
- ミスター・ユニバース : 1990年90kg級優勝

GBFF（German Bodybuilding and Fitness Federation）
- ドイツ国際ボディビル選手権 : 1989年優勝

## 入場曲
- Sad but True